# 김태영 (1962년)
김태영(한국 한자: 金兌炯, 1962년 6월 13일 ~ )은 대한민국의 전 축구 선수이며, 포지션은 공격수였다.